# Scott Stokdyk
Scott Stokdyk (* 16. Oktober 1969) ist ein Oscar-prämierter Filmtechniker, der sich auf visuelle Effekte spezialisiert hat.

## Leben
Stokdyk wurde insgesamt dreimal für den Oscar nominiert und erhielt ihn 2005 für Spider-Man 2. Außerdem arbeitete er an Hollow Man – Unsichtbare Gefahr, Spider-Man und Spider-Man 3.

## Filmografie (Auswahl)
- 1995: Mortal Kombat: The Journey Begins
- 1996: T2 3-D: Battle Across Time
- 1996: Operation: Broken Arrow (Broken Arrow)
- 1997: Das fünfte Element (The Fifth Element)
- 1997: Contact
- 1997: Titanic
- 1997: Starship Troopers
- 1998: Godzilla
- 1999: Stuart Little
- 2000: Hollow Man – Unsichtbare Gefahr (Hollow Man)
- 2002: Spider-Man
- 2004: Spider-Man 2
- 2007: Spider-Man 3
- 2009: G-Force - Agenten mit Biss (G-Force)
- 2013: Die fantastische Welt von Oz

## Auszeichnungen
- 2001: Saturn Award: Auszeichnung in der Kategorie Beste Spezialeffekte für Hollow Man – Unsichtbare Gefahr
- 2001: Oscar: Nominierung in der Kategorie Beste visuelle Effekte für Hollow Man – Unsichtbare Gefahr
- 2003: Saturn Award: Nominierung in der Kategorie Beste Spezialeffekte für Spider-Man
- 2003: BAFTA Awards: Nominierung in der Kategorie Beste visuelle Effekte für Spider-Man
- 2003: Oscar: Nominierung in der Kategorie Beste visuelle Effekte für Spider-Man
- 2005: Satellite Award: Nominierung in der Kategorie Beste visuelle Effekte für Spider-Man 2
- 2005: Saturn Award: Auszeichnung in der Kategorie Beste Spezialeffekte für Spider-Man 2
- 2005: BAFTA Award: Nominierung in der Kategorie Beste visuelle Effekte für Spider-Man 2
- 2005: Oscar: Auszeichnung in der Kategorie Beste visuelle Effekte für Spider-Man 2
- 2008: Saturn Award: Nominierung in der Kategorie Beste Spezialeffekte für Spider-Man 3
- 2008: BAFTA Award: Nominierung in der Kategorie Beste visuelle Effekte für Spider-Man 3